# Dendronephthya inermis
Dendronephthya inermis är en korallart som beskrevs av Henderson 1909. Dendronephthya inermis ingår i släktet Dendronephthya och familjen Nephtheidae. Inga underarter finns listade i Catalogue of Life.